# Idiops fryi
Idiops fryi är en spindelart som först beskrevs av William Frederick Purcell 1903.  Idiops fryi ingår i släktet Idiops och familjen Idiopidae. Inga underarter finns listade i Catalogue of Life.